# Луций Валерий Попликола
Луций Валерий Попликола (на латински: Lucius Valerius Publicola) е политик на Римската република.
Той произлиза от патрицииската фамилия Валерии, клон Попликола.
Той е консулски военен трибун през годините 394, 389, 387, 383 и 380 пр.н.е.